# سیارک ۱۸۸۴۰
سیارک ۱۸۸۴۰ (به انگلیسی: 18840 Yoshioba، نامگذاری:1999PT4) هجده هزار و هشتصد و چهلمین سیارک کشف شده‌است که در ۸ اوت ۱۹۹۹ کشف شد.
قدر مطلق سیارک برابر ۲۱.۴ است.